# Yle
Yleisradio (фін. Yleisradio Oy, швед. Rundradion Ab) — національна телерадіомовна компанія Фінляндії, заснована в 1926 році.
Yle має чотири національні телеканали, 13 радіоканалів, і 25 регіональних радіостанцій. Фінляндія є двомовною країною — близько 5,5% населення вважають рідною мовою шведську. Yle забезпечує радіо- і телепрограми шведською мовою через відділення під назвою Svenska Yle.
Станом на 2013 рік, оборот компанії склав 466,9 млн євро, а число співробітників становило 3194 людини.

## Історія

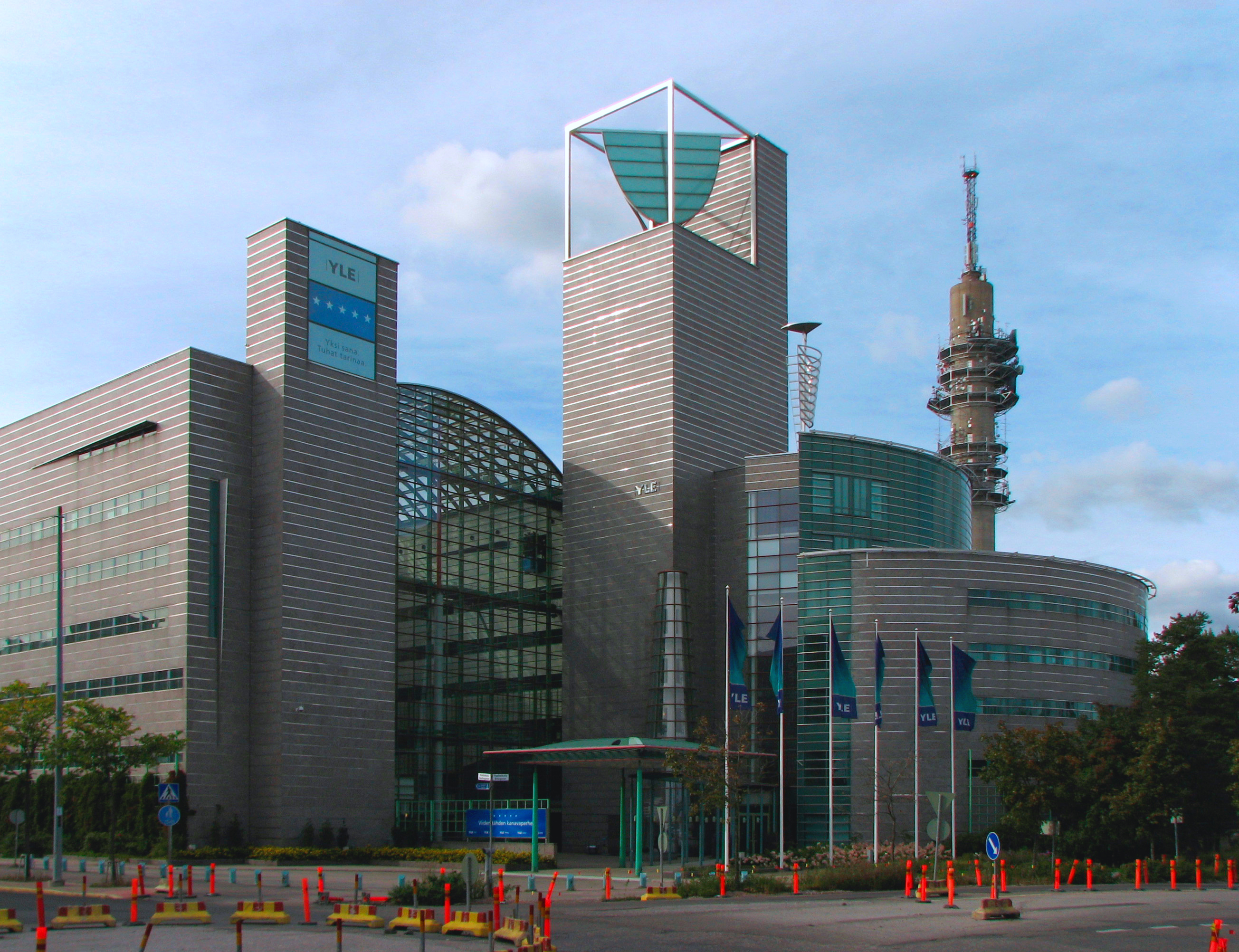
Штаб-квартира Yle в Гельсінкі, відома як Iso Paja («великий семінар»)

Компанія була заснована 29 травня 1926 року в Гельсінкі. Першу радіопрограму було передано 9 вересня цього ж року. Цей день вважається днем народження регулярної мовної діяльності у Фінляндії і в самому Yle.
У 1957 році Yle зробила свої перші спроби телемовнення, і вже наступного року вийшла в ефір щоденна телепередача під назвою Suomen Televisio (укр. Фінське телебачення). З 1969 року Yle почала транслювати передачі в кольоровому форматі.
За останні кілька років, Yle заснувала ряд нових радіо- і телеканалів, а в 2007 році був здіснений перехід на цифрове телебачення. Був представлений абсолютно новий цифровий канал Yle Teema.
У 2013 році компанія стала першою в країні, зробивши доступними в прямій трансляції в інтернеті усі свої телепрограми.

## Телеканали
- Yle TV1
- Yle TV2
- Yle Fem
- Yle Teema
- TV Finland
- Teletext

Станом на січень 2014 року, усі телеканали Yle є доступними в HD якості.

## Радіоканали
- Yle Radio 1
- YleX (раніше Radiomafia)
- Yle Radio Suomi
- Yle Puhe (раніше Yle Radio Peili)
- Yle X3M
- Yle Radio Vega
- Yle Sámi Radio